# Gynoplistia luteibasis
Gynoplistia luteibasis är en tvåvingeart som beskrevs av Alexander 1922. Gynoplistia luteibasis ingår i släktet Gynoplistia och familjen småharkrankar. Inga underarter finns listade i Catalogue of Life.